# Anton Rella
Anton „Tonio“ Rella (* 24. März 1888 in Brünn; † 8. März 1945 in Wien) war ein österreichischer Mathematiker, der sich vor allem mit algebraischer Zahlentheorie befasste.

## Leben und Wirken
Rella war der Sohn eines Ingenieurs und studierte ab 1907 Mathematik und Physik an der Universität Wien, an der er 1913 bei Franz Mertens (und Philipp Furtwängler) promoviert wurde (Studien über relativ abelsche Zahlkörper). Im Ersten Weltkrieg war er zuletzt Hauptmann und kommandierte die Meßgruppe einer Bombereinheit. Nach dem Krieg wurde er 1920 Assistent am Mathematischen Seminar der Universität Wien und wurde 1921 Privatdozent. 1922 wurde er außerordentlicher und 1924 ordentlicher Professor an der Universität Graz, an der er 1930/31 Dekan war. Ab 1932 war er ordentlicher Professor für Mathematik an der TH Wien (Lehrkanzel II).
Er trat mit dem Entdecker der p-adischen Zahlen Kurt Hensel in Briefkontakt, der ihn auch in Küb besuchte. Einige der bekanntesten Veröffentlichungen von Rella sind auf dem Gebiet der p-adischen Zahlen.
1936 war er Invited Speaker auf dem Internationalen Mathematikerkongress in Oslo (Über den absoluten Betrag von Matrizen).
Zu seinen Doktoranden gehörten Egon Ullrich, Gottfried Köthe und Georg Kantz. Zu seinen Schülern gehörte auch Alexander Aigner.
Er war als Schüler und auch danach mit Erwin Schrödinger befreundet (der ihn aber auf dem Gymnasium in Mathematik ausstach). Beide verbrachten ihre Sommerferien öfter im Erholungsheim der Familie Rella in Küb am Semmering.
Anton Rella wurde im März 1945 bei der Eroberung Wiens durch sowjetische Truppen von verirrten Granatsplittern getötet.

## Schriften (Auswahl)
- Bemerkungen zu Herrn Hensels Arbeit Die Zerlegung der Primteiler eines beliebigen Zahlkörpers in einem auflösbaren Oberkörper, Journal für Reine und Angewandte Mathematik, Band 153, 1924, S. 108–110, Digitalisat
- Zur Newtonschen Approximationstheorie in der Theorie der p-adischen Gleichungswurzeln, Journal für Reine und Angewandte Mathematik, Band 153, 1924, S. 111–112, Digitalisat
- Ordnungsbestimmungen in Integritätsbereichen und Newtonsche Polygone, Journal für Reine und Angewandte Mathematik, Band 158, 1927, S. 33–48, Digitalisat